# Criptojudaisme
El criptojudaisme és l'adhesió al judaisme clandestí mentre es declara públicament ser d'una altra fe. A les persones que practiquen el criptojudaisme se'ls refereix com criptojueus. El terme criptojueu també s'utilitza per descriure descendents de jueus que encara generalment en secret mantenen alguns costums, sovint mentre s'adhereixen a altres religions, més comunament el cristianisme.
En la seva majoria, els criptojueus mantenen els seus rituals i costums bàsiques, com: 
- No menjar carn de certs animals prohibits a la Torah.
- Dessagnar abans de matar l'animal que menjaran, dessagnar la carn o assecar abans de cuinar.
- Fer pa sense utilitzar llevat.
- Els homes es fan la circumcisió i intenten circumcidar als seus fills en néixer o al bateig.
- Intenten guardar el Sàbat, és a dir, dedicar exclusivament el dissabte a Déu.

## Xuetes
Vegeu també: Xuetes
Els xuetes són una minoria a l'illa balear de Mallorca, que gairebé tots són descendents de criptojueus, obligats a convertir-se al cristianisme el 1391. El terme "xueta" sembla que vol dir "cansalada", i seria una manera despectiva d'anomenar-los. Avui en dia, comprenen una població entre 18.000 i 20.000 persones en aquesta illa, d'un total d'uns aproximadament 870.000 habitants. Han professat la religió catòlica durant segles, però només recentment han vist una disminució en les tensions ètniques amb la resta dels mallorquins. Segons alguns rabins ortodoxos, la majoria dels xuetes són probablement jueus en virtut de la llei jueva (és a dir, d'ascendència jueva per les mares), a causa de la baixa taxa dels matrimonis amb grups externs. Només recentment hi ha hagut matrimonis entre xuetes i no-xuetes.
Durant el període nazi, Alemanya va pressionar les autoritats espanyoles perquè els lliuressin els xuetes, amb motiu de la seva indubtable ascendència jueva. Pel que sembla, les autoritats religioses mallorquines d'aquell moment s'hi van negar i van aconseguir evitar-ho.
Actualment, diversos xuetes afirmen que s'han "reconvertit" al judaisme i fins i tot alguns s'han fet rabins.

## Neofiti
Els neofiti eren un grup de criptojueus que vivien al Regne de Sicília entre els segles xiii i xvi. Els Neofiti es van veure obligats a convertir-se al cristianisme durant el segle xiii, però van seguir la pràctica del judaisme en secret, igual que molts dels seus descendents. La població del grup era reforçada de tant en tant amb immigrants. Quan la Inquisició espanyola va arribar fins al sud d'Itàlia, els jueus van ser expulsats de Sicília, i molts neofiti van acabar morts.

## Dönme
Els dönme foren una secta de l'Imperi Otomà que va existir des del final del segle xvii formada per criptojueus que professaven exteriorment l'islam tot i conservar secretament certs ritus hebraics.